# Kanefora

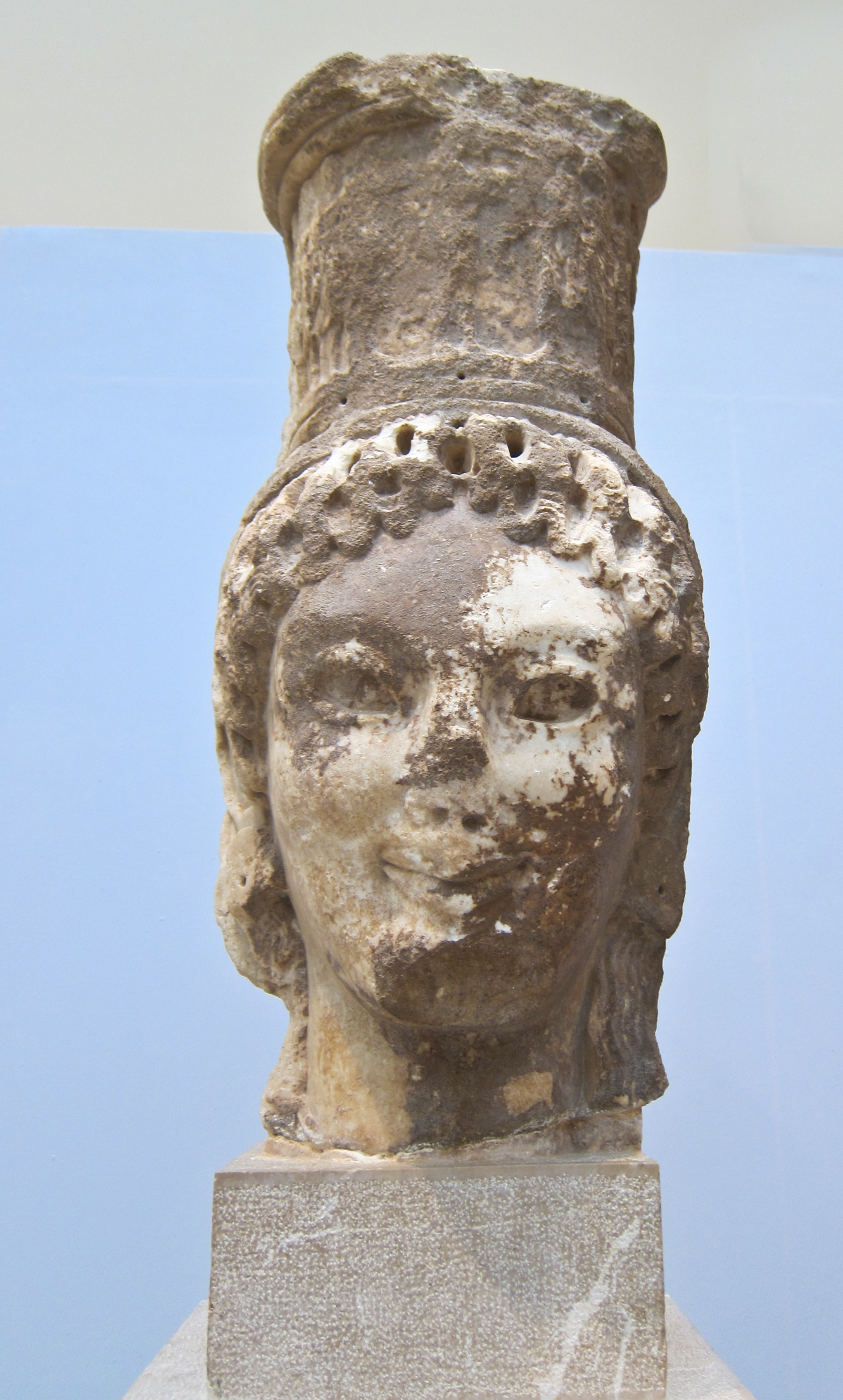
Głowa kanefory z Delf

Kanefora (stgr. κανηφόρος, od κάνεον – „kosz” i φέρω – „niosę”) – motyw dekoracyjny w malarstwie albo podpora architektoniczna w rzeźbie, przedstawiająca postać kobiety lub dziewczyny niosącej na głowie lub ramionach kosz (kalatos) z kwiatami bądź owocami. 
Postać wzorowana na uczestniczkach procesji kultowych (np. panatenajskiej)  w starożytnej Grecji, niosących w koszach dary ofiarne lub sakralne przedmioty (chłopca będącego uczestnikiem procesji nazywano kaneforos).
Kosz na głowie kobiety (kalatos) w architekturze starożytnej Grecji spełniał często rolę głowicy kolumny. Kanefory były częstym tematem w malarstwie wazowym, wykonywano je także jako dekoracje reliefowe.